# Górnik Wałbrzych
A Górnik Wałbrzych labdarúgócsapat a lengyelországi Wałbrzych városában. Színei: fehér-kék. 
- Legnagyobb sikerei:
  - 6. hely az 1983/84 szezonban.
  - Ekstraklasa: 1983/84 - 1988/89 (6 szezon)